# Sergio Ballesteros
Sergio Martínez Ballesteros (ur. 4 września 1975 w Burjassot) – hiszpański piłkarz grający na pozycji środkowego obrońcy. Od 2008 roku jest zawodnikiem klubu Levante UD.

## Kariera piłkarska
Swoją karierę piłkarską Ballesteros rozpoczął w klubie Levante UD. W 1994 roku zadebiutował w tym zespole w rozgrywkach Segunda División B. W sezonie 1995/1996 awansował z Levante do Segunda División.
W trakcie sezonu 1995/1996 Ballesteros odszedł do pierwszoligowego CD Tenerife. W Tenerife swój debiut zanotował 2 stycznia 1996 w wygranym 2:0 domowym meczu z Racingiem Santander. W sezonie 1998/1999 spadł z Tenerife do Segunda División. W Tenerife grał jeszcze w sezonie 1999/2000.
Latem 2000 roku Ballesteros został zawodnikiem Rayo Vallecano. 9 września 2000 zadebiutował w nim w zwycięskim 5:1 wyjazdowym meczu z Villarrealem. W Rayo Vallecano występował przez rok.
Po sezonie 2000/2001 Ballesteros przeszedł do Villarrealu. Swój debiut w Villarrealu zaliczył 13 października 2001 w przegranym 1:2 domowym meczu z Málagą CF. Zarówno w 2003, jak i 2004 roku wygrał z Villarrealem rozgrywki Pucharu Intertoto. Zawodnikiem Villarrealu był do końca sezonu 2003/2004.
Latem 2004 roku Ballesteros został zawodnikiem RCD Mallorca. W Mallorce zadebiutował 29 sierpnia 2004 w przegranym 0:1 domowym meczu z Realem Madryt. Zawodnikiem Mallorki był do zakończenia sezonu 2007/2008.
W 2008 roku Ballesteros wrócił do Levante, w którym został kapitanem. W sezonie 2009/2010 wywalczył z Levante awans z Segunda División do Primera División.
| Sezon   | Klub           | Kraj      | Rozgrywki          | Mecze | Bramki |
| ------- | -------------- | --------- | ------------------ | ----- | ------ |
| 1994/95 | Levante UD     | Hiszpania | Segunda División B | 20    | 1      |
| 1995/96 | Levante UD     | Hiszpania | Segunda División B | 16    | 3      |
| 1995/96 | CD Tenerife    | Hiszpania | Primera División   | 6     | 0      |
| 1996/97 | CD Tenerife    | Hiszpania | Primera División   | 31    | 1      |
| 1997/98 | CD Tenerife    | Hiszpania | Primera División   | 24    | 0      |
| 1998/99 | CD Tenerife    | Hiszpania | Primera División   | 8     | 1      |
| 1999/00 | CD Tenerife    | Hiszpania | Segunda División   | 23    | 2      |
| 2000/01 | Rayo Vallecano | Hiszpania | Primera División   | 36    | 2      |
| 2001/02 | Villarreal CF  | Hiszpania | Primera División   | 18    | 0      |
| 2002/03 | Villarreal CF  | Hiszpania | Primera División   | 33    | 0      |
| 2003/04 | Villarreal CF  | Hiszpania | Primera División   | 30    | 1      |
| 2004/05 | RCD Mallorca   | Hiszpania | Primera División   | 32    | 1      |
| 2005/06 | RCD Mallorca   | Hiszpania | Primera División   | 20    | 0      |
| 2006/07 | RCD Mallorca   | Hiszpania | Primera División   | 35    | 1      |
| 2007/08 | RCD Mallorca   | Hiszpania | Primera División   | 16    | 0      |
| 2008/09 | Levante UD     | Hiszpania | Segunda División   | 37    | 0      |
| 2009/10 | Levante UD     | Hiszpania | Segunda División   | 39    | 1      |
| 2010/11 | Levante UD     | Hiszpania | Primera División   | 35    | 1      |
| 2011/12 | Levante UD     | Hiszpania | Primera División   | 37    | 1      |
| 2012/13 | Levante UD     | Hiszpania | Primera División   |       |        |

## Kariera reprezentacyjna
W latach 1996–1998 Ballesteros grał w reprezentacji Hiszpanii U-21. W 1998 roku wywalczył z nią mistrzostwo Europy U-21.